# مركز اوكاي مدن (تخفيست)
مركز اوكاي مدن هو دُوَّار يقع بجماعة أوكايمدن، إقليم الحوز، جهة مراكش آسفي في المملكة المغربية. ينتمي الدوّار لمشيخة تخفيست التي تضم 7 دواوير. يقدر عدد سكانه بـ 30 نسمة حسب الإحصاء الرسمي للسكان والسكنى لسنة 2004.

## روابط خارجية
- البوابة الوطنية للجماعات الترابية نسخة محفوظة 12 مارس 2018 على موقع واي باك مشين.
- المندوبية السامية للتخطيط